# Javier Santana
Starlin Javier Santana Moncion (Palo Verde, 16 ottobre 1988) è un calciatore dominicano, centrocampista del Tuggen.

## Carriera

### Club
Ha giocato nelle serie minori svizzere (mai al di sopra della terza divisione).

### Nazionale
Tra il 2012 ed il 2015 ha giocato complessivamente 3 partite con la nazionale dominicana (2 nelle qualificazioni alla Gold Cup del 2013 ed una nelle qualificazioni ai Mondiali del 2018).